# Darker Than the Light That Never Bleeds
„Darker Than the Light That Never Bleeds“ (známý také jako „Darker Than the Light That Never Bleeds (Chester Forever Steve Aoki Remix)“) je remix amerického diskžokeje a hudebníka Steva Aokiho. Jedná se o remix písní „A Light That Never Comes“ a „Darker Than Blood“, které společně napsali a nahráli Linkin Park a Aoki. Jedná se o Aokiho poctou zesnulému zpěvákovi skupiny Linkin Park Chesteru Benningtonovi. Píseň byla vydána 8. září 2017, necelé dva měsíce po jeho smrti.

## Pozadí
Píseň zremixoval Steve Aoki. Jedná se o mashup dvou předchozích spoluprací Aokiho a Linkin Park: „A Light That Never Comes“, která vyšla v roce 2013 z druhého remixového alba Linkin Park Recharged a „Darker Than Blood“ z Aokiho třetího studiového alba Neon Future II. Píseň byla vydána jako pocta Chesteru Benningtonovi po jeho náhlé smrti. Aoki na Twitteru uvedl, že veškerý výtěžek ze singlu bude věnován Chesterovým jménem na fond Music for Relief's One More Light, který byl otevřen pro prevenci sebevražd a pojmenován podle posledního studiového alba kapely.